# ديف بينيت
ديف بينيت (بالإنجليزية: Dave Bennett)‏ (21 نوفمبر 1938 بأبردين في المملكة المتحدة - ) هو مدرب كرة قدم ولاعب كرة قدم بريطاني في مركزي الدفاع والظهير. لعب مع نادي أبردين.